# NWA Alwayz Ready
Alwayz Ready es un evento pago por visión de lucha libre profesional producido por National Wrestling Alliance. Tendrá lugar el 11 de junio de 2022 desde el Knoxville Convention Center en Knoxville, Tennessee. Este será el segundo evento de pago por visión de la NWA en el 2022.

## Resultados
- Pre-Show: Rodney Mack derrotó a "Magic" Jake Dumas (con C.J.) por rendición.(5:16)
  - Mack forzó a Dumas a rendirse con un «Euthanizer».
- Pre-Show: The Mortons (Ricky & Kerry) derrotaron a Country Gentleman (AJ Cazana & Anthony Andrews) (con Joe Cazana).[1] y a The Ill Begotten (Alex Taylor & Jeremiah Plunkett) (con Danny Deals).(:)
  - Kerry cubrió a Plunkett después de aplicarle «Double dropkick» junto a Ricky
  - Originalmente, The Fixers (Jay Bradley & Wrecking Ball Legursky) formaban parte del combate, sin embargo fueron reemplazados por The Ill Begotten debido a una lesión de Jay Bradley.
- Trevor Murdoch derrotó a Aron Stevens.
  - Murdoch cubrió a Stevens después de aplicarle un «Diving Bulldog».
- Pretty Empowered (Ella Envy & Kenzie Paige) derrotaron a The Hex (Allysin Kay & Marti Belle) (c) ganando los Campeonatos Mundiales Femeninos en Parejas de la NWA.[2]
  - Envy cubrió a Belle después de aplicarle un «Overdrive»
- Homicide (c) derrotó a PJ Hawx reteniendo el Campeonato Mundial Junior Peso Pesado de NWA (10:50)
  - Homicide cubrió a PJ después de un «Cop Killa».
  - Después del combate, ambos fueron atacados por The Fixers (Jay Bradley & Wrecking Ball Legursky) aunque salió Luke Hawx intento detenerlos pero sin éxito alguno, sin embargo salieron The Mortons (Ricky & Kerry) a contraatacarlos.
- Homicide (c) derrotó a Colby Corino y retuvo el Campeonato Mundial Junior Peso Pesado de NWA.(9:06)
  - Homicide cubrió a Corino con un «Roll Up».
  - Corino usó su oportunidad del Champion's Series.
- Natalia Markova (con Taryn Terrell) derrotó a Taya Valkyrie.[3]
  - Markova cubrió a Valkyrie después de un "Beatiful Destruction".
- Tyrus (c) (con Austin Idol & BLK Jeez) derrotó a Matthew Mims reteniendo el Campeonato Mundial Televisivo de NWA.
  - Tyrus cubrió a Mims después de un «Heart Punch».
- Jax Dane (c) derrotó a Chris Adonis y retuvo el Campeonato Nacional de NWA.
  - Dane cubrió a Adonis después de aplicarle un «Lariat».
- The Commonwealth Connection (Doug Williams & Harry Smith) derrotaron a La Rebelión (Bestia 666 & Mecha Wolf 450) (c) ganando los Campeonatos Mundiales en Parejas de la NWA.
  - Smith cubrió a Bestia 666 después de un «Diving Headbutt».
- Kamille (c) derrotó a KiLynn King reteniendo el Campeonato Mundial Femenino de la NWA.
  - Kamille cubrió a King después de un «Spear».
- Trevor Murdoch derrotó a Nick Aldis, Thom Latimer y a Sam Shaw ganando el vacante Campeonato Mundial Peso Pesado de la NWA.[4]
  - Murdoch cubrió a Aldis después de un «Diving Bulldog».
  - Originalmente iba a ser un Steel Cage Match o Deathmatch por el Campeonato Mundial Peso Pesado de la NWA de Matt Cardona contra Nick Aldis, pero debido a una lesión de Cardona, William Patrick Corgan pactó una Fatal-4 Way Match en ese mismo instante para proclamar a un nuevo campeón.